# نيكوس أناستاسيادس
نيكوس اناستاسيادس الرئيس القبرصي و زعيم حزب التجمع الديمقراطي اليميني ولد في 27 سبتمبر 1946 والذي فاز في الانتخابات الرئاسية التي جرت في فبراير 2013 وهو نائب بلا انقطاع منذ 1981 وتولى رئاسة حزبه التجمع الديموقراطي ديسي في 1997 وهو أحد مؤسسيه. وتمكن من اسكات اصوات منشقة وازاحة قيادات شابة ارادت تولي القيادة.
ولد نيكوس اناستاسيادس سنة 1946 في قرية بيرا بالمنطقة الجبلية القريبة من ليماسول وهو اب لبنتين. وكان درس القانون في اثينا، وحصل على دبلوم في قانون النقل البحري في 1971 من لندن.
انتخب وزير الخارجية السابق ، نيكوس خريستودوليدس سنه 2023 رئيسًا للدوله.

## وصلات خارجية
- نيكوس أناستاسيادس على موقع الموسوعة البريطانية (الإنجليزية)
- نيكوس أناستاسيادس على موقع مونزينجر (الألمانية)